# Emilio Betti
Emilio Betti (Camerino, 20 de agosto de 1890 - Camerciano di Camerino, 11 de agosto de 1968) foi um jurista italiano, tendo se dedicado especialmente ao Direito Romano, além de filósofo e teólogo. Ele é mais conhecido por suas contribuições à hermenêutica, como conseqüência de seu interesse por interpretação. Como filósofo do Direito, Betti aproxima-se do interpretativismo.
O apoio intelectual de Betti ao fascismo, até os últimos dias do regime, e mesmo ao nazismo em avanço ao norte da Itália, após a queda de Mussolini, levou-o a ser detido em 1944, em Camerino por cerca de um mês. Mas não foi a julgamento. Afastado de sua cátedra por um breve período, em agosto de 1945, conseguiu mobilizar o apoio de seus colegas acadêmicos para lograr sua reabilitação. Muitos deles, eram também antigos fascistas que temiam sofrer igual destino.
Betti foi, entre outras coisas, membro da comissão responsável pela redação do Código Civil Italiano de 1942.

## Obra
De sua vasta obra, ressaltam-se algumas:
- Sulla opposizione dell'exceptio sull'actio e sulla concorrenza tra loro (1913).
- La vendicatio romana primitiva e il suo svolgimento storico nel diritto privato e nel processo (1915).
- L'antitesi storica tra iudicare (pronuntiatio) e damnare (condemnatio) nello svolgimento del processo romano (1915).
- Studii sulla litis aestimatio del processo civile romano: I Pavia (1915), III (Camerino, 1919).
- Sul valore dogmatico della categoria contahere in giuristi proculiani e sabiniani (1916).
- La restaurazione sullana e il suo esito (Contributo allo studio della crisi della costituzione repubblicana in Roma) (1916).
- La struttura dell'obbligazione romana e il problema della sua genesi (1919).
- Il concetto della obbligazione costruito dal punto di vista dell'azione (1920).
- Trattato dei limiti soggettivi della cosa giudicata in diritto romano (1922).
- La tradizione nel diritto romano classico e giustinianeo (1924 - 25).
- Esercitazioni romanistiche su casi pratici: I, anormalità del negozio giuridico (1930).
- Diritto romano: parte generale (1935).
- Teoria generale del negozio giuridico (1943).
- Teoria delle obbligazioni in diritto romano (1956).
- Attualità di una teoria generale dell'interpretazione (1967).

## Influência no Brasil
É forte a influência do pensamento de Betti entre civilistas brasileiros, que mantêm grande proximidade e interesse no direito civil italiano, tendo o código italiano de 1942 inspirado a comissão encarregada da elaboração do atual código civil brasileiro.